# Laurent Dubreuil
Laurent Dubreuil (Venise-en-Québec, 25 de julio de 1992) es un deportista canadiense que compite en patinaje de velocidad sobre hielo.
Participó en dos Juegos Olímpicos de Invierno, en los años 2018 y 2022, obteniendo una medalla de plata en Pekín 2022, en la prueba de 1000 m.
Ganó ocho medallas en el Campeonato Mundial de Patinaje de Velocidad sobre Hielo en Distancia Individual entre los años 2015 y 2024, y dos medallas en el Campeonato Mundial de Patinaje de Velocidad sobre Hielo en Distancia Corta, en los años 2020 y 2024.

## Palmarés internacional
| Juegos Olímpicos                           | Juegos Olímpicos                | Juegos Olímpicos  | Juegos Olímpicos      |
| Año                                        | Lugar                           | Medalla           | Prueba                |
| ------------------------------------------ | ------------------------------- | ----------------- | --------------------- |
| 2022                                       | Pekín (China)                   | Medalla de plata  | 1000 m                |
| Campeonato Mundial en Distancia Individual |                                 |                   |                       |
| Año                                        | Lugar                           | Medalla           | Prueba                |
| 2015                                       | Heerenveen (Países Bajos)       | Medalla de bronce | 500 m                 |
| 2020                                       | Salt Lake City (Estados Unidos) | Medalla de bronce | 1000 m                |
| 2021                                       | Heerenveen (Países Bajos)       | Medalla de oro    | 500 m                 |
| 2021                                       | Heerenveen (Países Bajos)       | Medalla de bronce | 1000 m                |
| 2023                                       | Heerenveen (Países Bajos)       | Medalla de oro    | Velocidad por equipos |
| 2023                                       | Heerenveen (Países Bajos)       | Medalla de plata  | 500 m                 |
| 2024                                       | Calgary (Canadá)                | Medalla de oro    | Velocidad por equipos |
| 2024                                       | Calgary (Canadá)                | Medalla de plata  | 500 m                 |
| Campeonato Mundial en Distancia Corta      |                                 |                   |                       |
| Año                                        | Lugar                           | Medalla           | Prueba                |
| 2020                                       | Hamar (Noruega)                 | Medalla de plata  | Clasificación general |
| 2024                                       | Inzell (Alemania)               | Medalla de bronce | Clasificación general |